# دریاچه شوغا
دریاچه شوغا (قزاقی: Шұға) یک دریاچه در استان آبای کشور قزاقستان است.